# Alejandro Orillac

Alejandro Víctor Orillac Jované (Panamà, 1855 - Cartagena 1923) fue un político colombiano.

## Biografía
Fue subsecretario de gobierno y posterior gobernador interno del Departamento de Panamá en sustitución temporal de José María Campo Serrano en 1900. También se desempeñó como cónsul de Colombia en Costa Rica,y miembro de representación colombiana en Ecuador.